# Majonéz

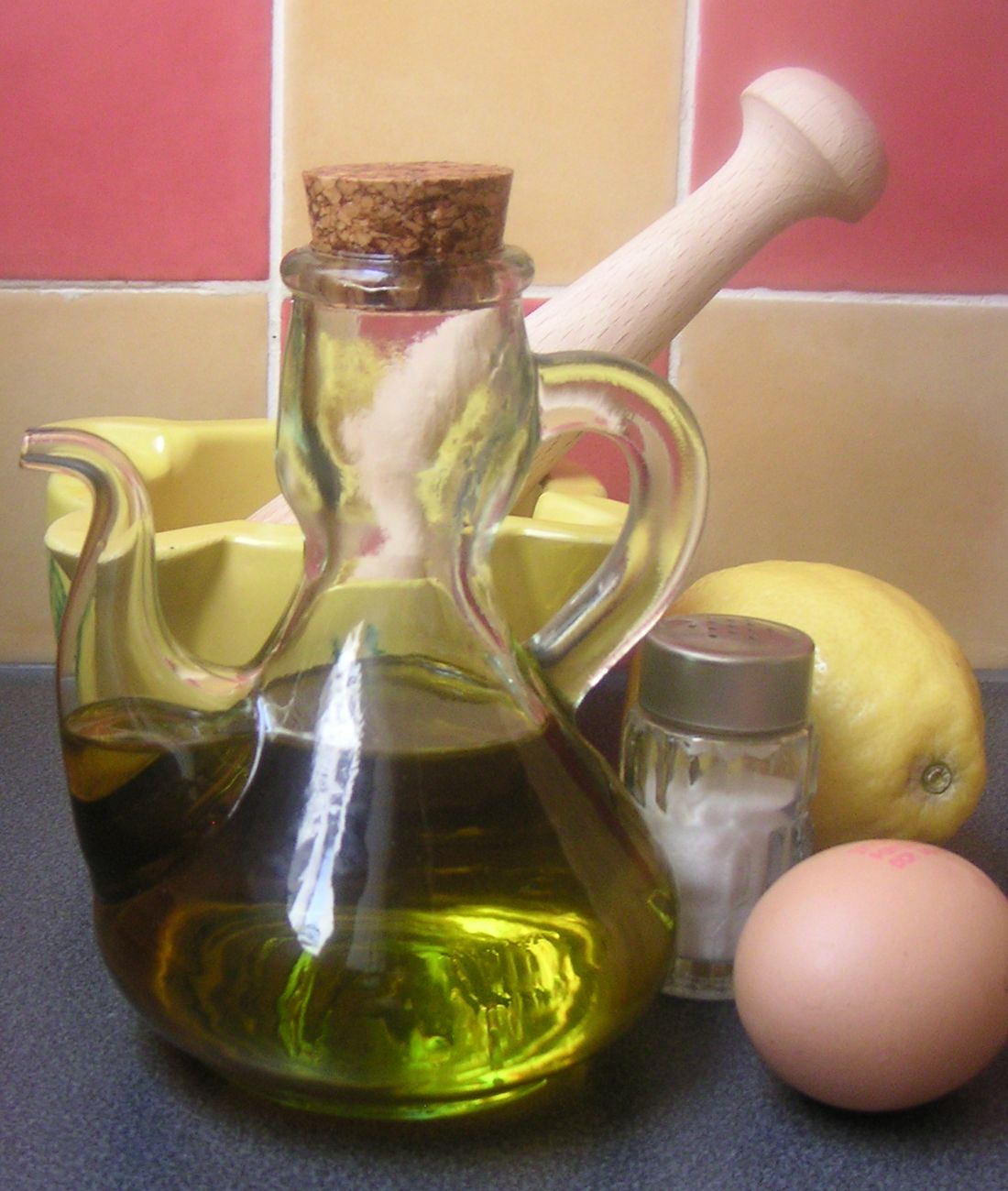
Majonéz hozzávalói

A majonéz (francia: mayonnaise) tojássárgájából és növényi olajból készülő mártás, amelyet citromlével, tárkonnyal, tormával, ecettel, fokhagymával vagy mustárral is lehet ízesíteni.

## Története
A majonéz (mayonnaise) szó eredete bizonytalan, elképzelhető, hogy a francia moyeunaise szóból származik, aminek az alapja a moyeeu régen a tojássárgáját jelentette a francia nyelvben. Marie-Antoine Carême francia szakács szerint a magnonaise, kavarni szóból származik.
Története ugyanúgy bizonytalan, mint nevének eredete. Többek szerint Armand de Vignerot du Plessis Richelieu hercegének szakácsa találta fel 1756-ban, miután a herceg hadserege győzött Mahón városánál a spanyol Menorca szigetén, és a győzelem emlékére nevezte el mahonnaise-nek, ami később egy véletlen nyomtatásbeli hiba miatt mayonnaise-re módosult.

## Elkészítése
Egy vagy több tojássárgájához kis adagokban adjuk hozzá az olajat (általában napraforgóolajat) és elkeverjük. Ezt addig ismételjük, amíg el nem érjük a kívánt mennyiséget és állagot, végül ízesítjük (cukor, citrom, bors, só).  Mustár hozzáadásával nemcsak ízesíthetjük, de az emulzióképződést is segíti.

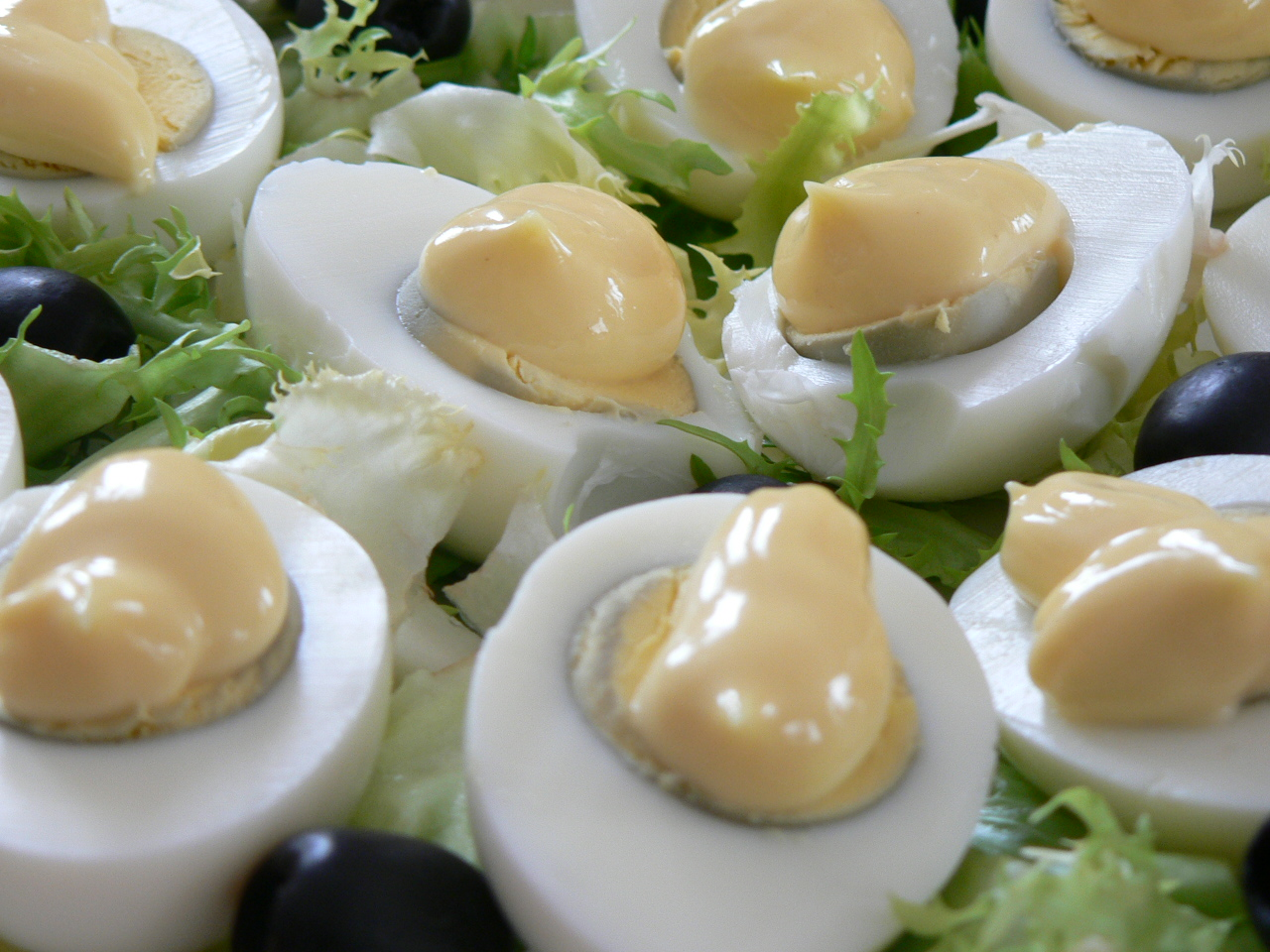
Majonézzel díszített tojássaláta